# Lophochernes balzanii
Espèce
Synonymes
- Chelifer balzanii Thorell, 1890

Lophochernes balzanii est une espèce de pseudoscorpions de la famille des Cheliferidae.

## Distribution
Cette espèce est endémique du Penang en Malaisie.

## Description
L'holotype mesure 3,5 mm.

## Publication originale
- Thorell, 1890 : Aracnidi di Pinang raccolti nel 1889 dai signori L. Loria e L. Fea. Annali del Museo Civico di Storia Naturale di Genova, Genova, sér. 2, vol. 10, p. 269-383 (texte intégral).